# به مامان نگو پرستار بچه مرده (فیلم ۲۰۲۴)
به مامان نگو پرستار بچه مرده (به انگلیسی: Don't Tell Mom the Babysitter's Dead) فیلمی محصول سال ۲۰۲۴ و به کارگردانی وید آلین مارکوس است. در این فیلم بازیگرانی همچون جرمین فاولر، جون اسکویب، نیکول ریچی، گاس کنورثی، دانیل هریس، کیت کوگان و جوانا کسیدی ایفای نقش کرده‌اند.
این فیلم بازسازی فیلم به مامان نگو پرستار بچه مرده محصول ۱۹۹۱ است.